# 러불동맹

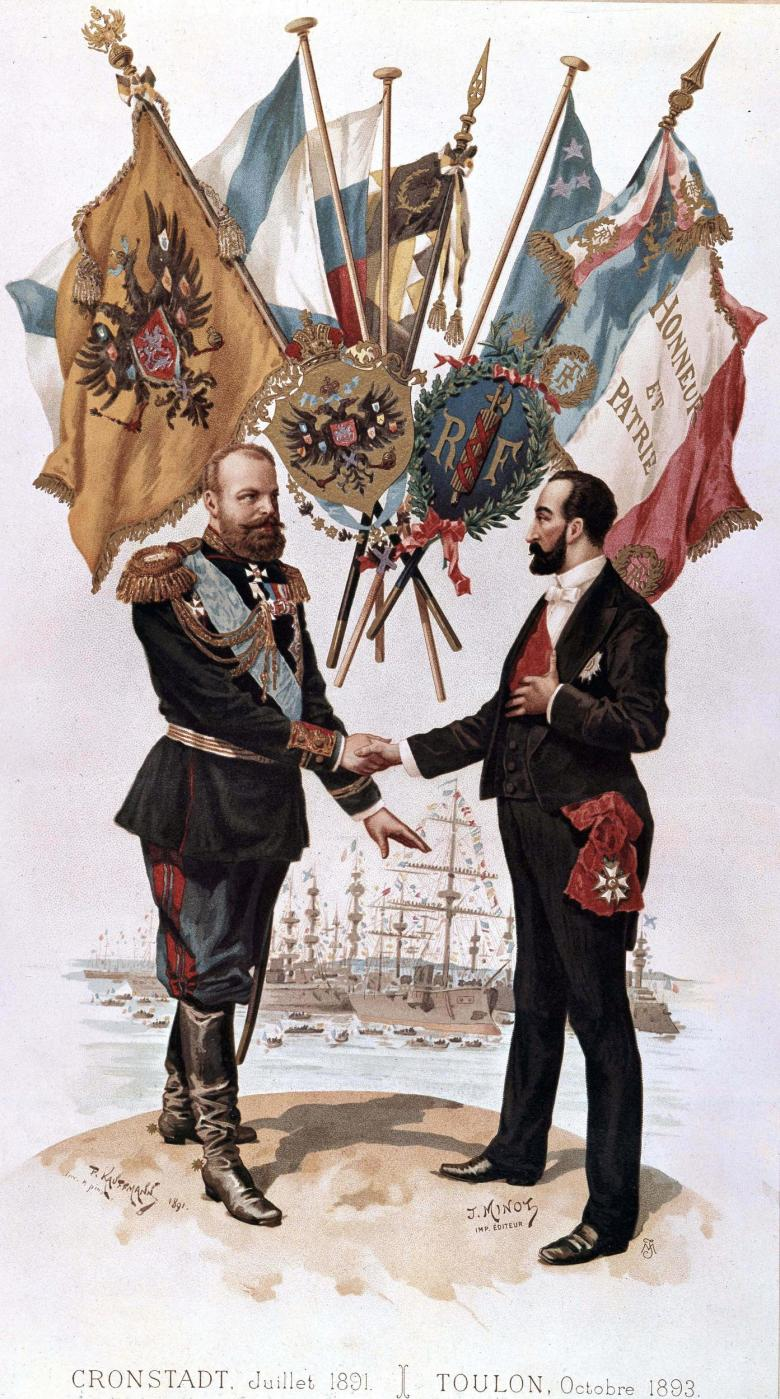

러불동맹(프랑스어: Alliance franco-russe, 러시아어: Франко-русский союз, Franco-Russian Alliance)은 프랑스 제3공화국과 러시아 제국 사이에 1892년부터 1917년까지 성립된 군사 동맹이다. 1891년부터 양국의 협상이 공공연하게 되었고, 결국 1894년 1월 4일에 체결되었다.
1882년 독일 제국, 오스트리아-헝가리 제국, 이탈리아 왕국이 결성한 삼국 동맹에 대항하기 위한 차원에서 형성되었으며 한 동맹국이 공격을 받으면 다른 나라가 군사적 지원을 하는 내용으로 정해졌다. 이 동맹은 영불 협상, 영러 협상과 함께 삼국 협상을 형성하는 계기가 된다.

## 배경
1890년 독일 제국의 재상 비스마르크의 사임에 따라, 기존의 독일 외교에 변화가 초래되었다. 지금까지 독일 외교는 프랑스를 고립화시키는 관점에서 대 러시아 외교를 중시했지만(비스마르크 체제 참조), 그 나이부터 친정을 실시한 황제 빌헬름 2세가 이 일에 충실하지 않았다. 따라서 1887년부터 계속하고 있었던 ‘독러 재보장 조약’이 갱신되지 않았고, 러시아는 새로운 동맹 상대를 필요로 하고 있었다. 또한 국내의 현대화 추진을 위해서도 외자 도입이 필요했으며, 프랑스와의 동맹 수립은 경제적 관점에서도 장점이 있었다. 한편, 프랑스 측도 비스마르크 외교 시대의 고립에서 벗어나는 것이 바람직했기 때문에 양국의 협상이 진행되어 갔다.

## 동맹

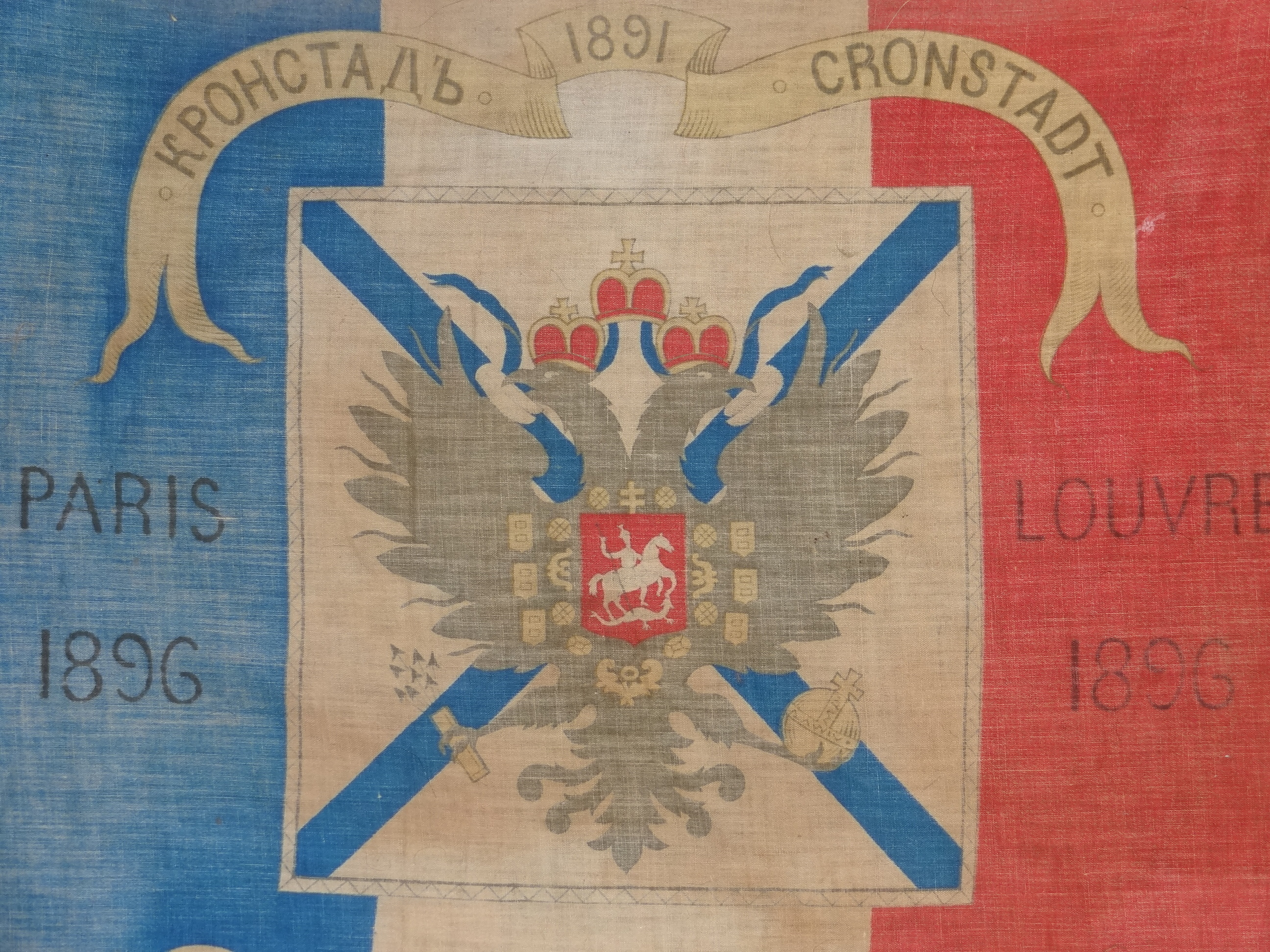
기념 깃발

독일 제국, 오스트리아-헝가리 제국, 이탈리아 왕국 등 중부 유럽, 남유럽 국가를 동서에서 협공하는 체제로 가상 적을 염두에 두고 삼국 동맹(이후 제1차 세계 대전에서 이탈리아가 이탈하고 동유럽과 오스만 제국 등이 참가하는 가운데 동맹이 성립한다)이 결성되었다. 동맹이 결성될 때에는 러불 동맹과 삼국 동맹이 반드시 전쟁에서 대립하는 관계로 설정되었던 것은 아니다. 당시 유럽 왕실, 황실의 상례로 러시아 제국 황제 니콜라이 2세와 독일 제국 황제 빌헬름 2세는 인척 관계였다. 청일 전쟁 이후 1895년 삼국 간섭 때는 러시아, 프랑스, 독일이 그랬던 것처럼 각 나라마다의 국익에 따라 서로 손을 잡을 여지도 존재하고 있었다. 오히려 동맹 성립 초기에 러시아-프랑스 양국의 현안은 영국이었다. 러시아에게는 중앙아시아, 이란 등에서의 남하 정책을 방해하고 있었으며, 프랑스에 있어서는 자국의 ‘아프리카 횡단 정책’의 걸림돌로 작용했던 것이 ‘3C 정책’을 취했던 영국이었기 때문이다.
그러나 독일의 빌헬름 2세는 세계 정책(신항로 정책)을 내걸고 〈함대법〉의 제정 이후 영국과 전함 건조 경쟁에 돌입한 데다가 중동 진출(이른바 ‘3B 정책’)을 도모하면서 러시아와의 관계도 악화시켰다. 그 결과, 러불 동맹은 대(對)독일 동맹으로서의 성격을 강화했고, 이후의 영불 협상, 영국-러시아 협상과 결합하여 대 독일 포위망의 일각을 담당하게 되었다.
러시아는 이 동맹을 전제로 프랑스에서 투자를 받게 되었다. 1891년부터 건설에 착수한 시베리아 철도도 이때 프랑스 자본에 의한 바가 크다. 무엇보다, 이 시기의 투자의 대부분은 러시아 혁명에 의해 사회주의 정권이 들어서면서 회수가 불가능하게 되었다.

## 같이 보기
- 청일 전쟁
- 영일 동맹